# بطولة آسيا للرماية على الطين 2009
بطولة آسيا للرماية على الأطباق الطينية 2009 (بالإنجليزية: 2009 Asian Clay Shooting Championships) أُقيمت في ألماتي، كازاخستان في الفترة ما بين 24 سبتمبر و3 أكتوبر 2009.

## ملخص الميداليات

### الرجال
| الحدث              | الذهبية                                                      | الفضية                                                                           | البرونزية                                                                                        |
| ------------------ | ------------------------------------------------------------ | -------------------------------------------------------------------------------- | ------------------------------------------------------------------------------------------------ |
| التراب             | مانافجيت سينغ ساندو · الهند                                  | خالد المضف · الكويت                                                              | مانشر سينغ · الهند                                                                               |
| فرق التراب         | الكويت · خالد المضف · ناصر المقلد · عبدالرحمن الفيحان        | الهند · مانافجيت سينغ ساندو · مانشر سينغ · أنور سلطان                            | الصين · تيان أنيينان · خه كانغتاي · ما قوفو                                                      |
| التراب المزدوج     | رونجان سودهي · الهند                                         | راشد حمد العذبة · قطر                                                            | سيف الشامسي · الإمارات العربية المتحدة                                                           |
| فرق التراب المزدوج | الهند · رونجان سودهي · فيكرام شوبرا · فيكرام بهاتناغار       | الإمارات العربية المتحدة · سيف الشامسي · عبدالله الكندي · جمعة بن دلموك آل مكتوم | قطر · راشد حمد العذبة · حمد المري · راشد العذبي                                                  |
| السكيت             | عبدالله الرشيدي · الكويت                                     | سعيد بن مكتوم بن راشد آل مكتوم · الإمارات العربية المتحدة                        | سيرجي ياكشين · كازاخستان                                                                         |
| فرق السكيت         | كازاخستان · سيرجي ياكشين · فلاديسلاف موخاميديف · سيرجي كولوس | الكويت · عبدالله الرشيدي · زيد المطيري · صلاح المطيري                            | الإمارات العربية المتحدة · سعيد بن مكتوم بن راشد آل مكتوم · سيف بن فطيس · محمد أحمد (رامي رياضي) |

### السيدات
| الحدث          | الذهبية                                                    | الفضية                                                                 | البرونزية                                                            |
| -------------- | ---------------------------------------------------------- | ---------------------------------------------------------------------- | -------------------------------------------------------------------- |
| التراب         | قاو إي (رامية رياضية) · الصين                              | راي بسيل · لبنان                                                       | باي ييتينغ · الصين                                                   |
| فرق التراب     | الصين · قاو إي (رامية رياضية) · تشو مي · باي ييتينغ        | قطر · نورة العلي · نوال حسن الخلف · أمينة العبدالله                    | الهند · شاجون تشودري · سيما تومار · فارشا تومار                      |
| التراب المزدوج | وو يونشيا · الصين                                          | تشانغ يافي · الصين                                                     | جانيجيرا سريسونغكرام · تايلاند                                       |
| السكيت         | تشانغ شان · الصين                                          | آرتي سينغ راو · الهند                                                  | قوه وي (رامية رياضية) · الصين                                        |
| فرق السكيت     | الصين · تشانغ شان · قوه وي (رامية رياضية) · وانغ قوانغبينغ | كازاخستان · إلفيرا أكشورينا · جانية أيدارهانوفا · أناستاسيا مولتشانوفا | تايلاند · إسارابا إمبراسرتسوك · نوتشايا سوتاربورن · تشلالاي نا ساكول |

### الشباب
| الحدث                 | الذهبية                    | الفضية                | البرونزية             |
| --------------------- | -------------------------- | --------------------- | --------------------- |
| التراب للرجال         | محمد الرميحي · قطر         | طلال الرشيدي · الكويت | عمر الديحاني · الكويت |
| التراب المزدوج للرجال | سانجرام داهيا · الهند      | شوان جيالين · الصين   | سون شيويشي · الصين    |
| السكيت للرجال         | إيليا زابودكين · كازاخستان | علي أحمد الإشاق · قطر | فواز العازمي · الكويت |

## جدول الميداليات

### الكبار
*   البلد المضيف (مضيف)
| المرتبة | فريق                     | ذهبية | فضية | برونزية | المجموع |
| ------- | ------------------------ | ----- | ---- | ------- | ------- |
| 1       | الصين                    | 5     | 1    | 3       | 9       |
| 2       | الهند                    | 3     | 2    | 2       | 7       |
| 3       | الكويت                   | 2     | 2    | 0       | 4       |
| 4       | كازاخستان                | 1     | 1    | 1       | 3       |
| 5       | الإمارات العربية المتحدة | 0     | 2    | 2       | 4       |
| 6       | قطر                      | 0     | 2    | 1       | 3       |
| 7       | لبنان                    | 0     | 1    | 0       | 1       |
| 8       | تايلاند                  | 0     | 0    | 2       | 2       |
| المجموع | المجموع                  | 11    | 11   | 11      | 33      |

### الشباب
*   البلد المضيف (مضيف)
| المرتبة | فريق      | ذهبية | فضية | برونزية | المجموع |
| ------- | --------- | ----- | ---- | ------- | ------- |
| 1       | قطر       | 1     | 1    | 0       | 2       |
| 2       | الهند     | 1     | 0    | 0       | 1       |
| 2       | كازاخستان | 1     | 0    | 0       | 1       |
| 4       | الكويت    | 0     | 1    | 2       | 3       |
| 5       | الصين     | 0     | 1    | 1       | 2       |
| المجموع | المجموع   | 3     | 3    | 3       | 9       |

## وصلات خارجية
- الاتحاد الآسيوي للرماية
- الاتحاد الدولي للرماية – نظرة عامة على النتائج